# Горацій Лант
Горацій Ґрей Лант (12 вересня 1918 - 11 серпня 2010) - лінґвіст, який працював у галузі славістики, відставний професор кафедри слов'янської мови та літератури та Українського інституту при Гарвардському університеті.
Народившись у Колорадо-Спрінґс, Лант навчався в Гарвардському коледжі (бакалаврат, 1941), Каліфорнійському університеті (маґістерка, 1942), Карловому університеті в Празі (1946–47) та Колумбійському університеті (докторат, 1950). Будучи студентом Романа Якобсона в Колумбійському університеті, він приєднався до факультету Гарвардського університету в 1949 році разом зі своїм наставником. Там він чотири десятиліття викладав курс староцерковнослов'янської граматики, створивши посібник, який став класичним у своїй галузі і витримав сім перевидань.
У 1970 опублікував «Краткий словарь древнерусского языка». Також опублікував численні монографії, статті, нариси та огляди з усіх аспектів слов'янської порівняльної та історичної лінгвістики і філології. Він також написав першу англомовну граматику македонської мови на початку 1950-х років, спонсоровану югославським міністерством науки.
Помер у віці 91 року.

## Вибрані твори
- - Lunt, H.G. (2001) Old Church Slavonic Grammar, 7th ed. (Walter de Gruyter) ISBN 3-11-016284-9; first ed. 1955 (Mouton & Co.)
  - Lunt, H.G. (1952) A Grammar of the Macedonian Literary Language[en] (Skopje)
  - Лант Гораций Грей. Краткий словарь древнерусского языка. (XI-XVIII веков). — München : Fink, 1970. — 85 с.